# Luis Vigil García
Luis Vigil García fue un crítico, escritor, traductor y director editorial español (Barcelona, 20 de mayo de 1940 - 16 de diciembre de 2019), especializado en la cultura popular y el erotismo.

## Biografía
En los años sesenta, impulsó las revistas de ciencia ficción "Anticipación" (1966) y "Nueva Dimensión (1968) y colaboró en  "Bang".
En los setenta, continuó escribiendo artículos de cine y cultura underground para revistas como "Dossier Negro", "Mata Ratos" o "Star", además de publicar libros teóricos tan diferentes como "La leyenda de Bruce Lee" (1974) o "Historia del sadomasoquismo" (1978). Escribió también guiones de cómic para "Drácula". Con Domingo Santos, escribió la saga de novelas de fantasía heroica "Nomanor".
Dirigió la edición española de Playboy.
Fue contratado luego por Ediciones Zinco para coordinar sus revistas, siendo la erótica "Tacones Altos" la más duradera de todas.
La Asociación Española de Fantasía y Ciencia Ficción le entregó en 1997 el Premio Gabriel a la labor de una vida.